# All the Beauty…
All The Beauty… — Дебютный альбом норвежской готик-метал группы Mortal Love, изданный в 2002 году. Это первый альбом трилогии, повествующей о несчастной любви.

## Список композиций
| №                   | Название            | Длительность |
| ------------------- | ------------------- | ------------ |
| 1.                  | «All the Beauty»    | 6:13         |
| 2.                  | «Crave Your Love»   | 3:11         |
| 3.                  | «Beautiful One»     | 6:10         |
| 4.                  | «Falling for You»   | 5:20         |
| 5.                  | «In the Sun»        | 6:10         |
| 6.                  | «Hate to Feel»      | 6:01         |
| 7.                  | «I Want to Die»     | 9:51         |
| 8.                  | «Mortally Beloved»  | 5:22         |
| Общая длительность: | Общая длительность: | 47:38        |